# Лів Крістін
Лів Крістін Еспенес (норв. Liv Kristine Espenæs; нар. 14 лютого 1976, Ставангер, Норвегія) — норвезька сопрано-співачка, колишня вокалістка гуртів «Leaves' Eyes» та «Theatre of Tragedy». Лів почала свою музичну кар'єру як вокалістка готик-метал гурту «Theatre of Tragedy». Також відома співпрацею з численними метал-гуртами, зокрема «Cradle of Filth». Брала участь як сесійна вокалістка в деяких альбомах дет-метал гурту свого тодішнього чоловіка Алексндра Крулла — «Atrocity». З 2017 року є вокалісткою німецького гурту «Midnattsol» разом зі своєю сестрою Кармен Еліз Еспенес. Крім того, Лів Крістін випустила п'ять сольних альбомів у різних жанрах.

## Музична кар'єра
У 1994 році приєдналася до норвезького готик-метал гурту «Theatre of Tragedy» спочатку як бек-вокалістка, згодом ставши однією з двох головних вокалістів разом з Раймондом Іштваном Рохоні. У 2003 році була звільнена з «Theatre of Tragedy».
З 1997 року як бек-вокалістка співпрацювала з дет-метал гуртом «Atrocity», за вокаліста якого, Александра Крулла, у 2003 році вийшла заміж. У тому ж 2003 разом з музикантами «Atrocity» заснувала симфо-металічний гурт «Leaves' Eyes», вокалісткою якого була до 2016.
У 2005 році Лів Крістін була номінована на премію Греммі з Cradle of Filth за пісню «Nymphetamine».
В 2016 році тимчасово приєдналася до фолк-метал гурту «Eluveitie» як концертна сесійна вокалістка, коли з гурту пішла його попередня вокалістка Анна Мерфі. З 2017 співпрацює з проєктом своєї молодшої сестри Кармен Еліз Еспенес — фолк-метал гуртом «Midnattsol», куди спочатку була запрошена як сесійна вокалістка, згодом ставши постійною учасницею.
Внесок Лів Крістін до метал-музики цікавий тим, що у часи роботи в «Theatre of Tragedy» і в співпрацях з іншими виконавцями вона популярізувала контрастний стиль дуетів вокалістів, що зветься «красуня і чудовисько» — мелодичний жіночий спів і чоловічий екстремальний вокал, такий як гроулінг або скримінг. Подібний прийом використовувався і раніше в окремих піснях гуртів «Paradise Lost» і «The Gathering», але до його популяризації та наслідування призвів саме перший альбом гурту «Theatre of Tragedy», де такий дует використовувався у всіх піснях.

## Особисте життя
З 2003 по 2016 рік була у шлюбі з вокалістом гурту «Atrocity» Александром Круллом. Від цього шлюбу має сина на ім'я Леон Александр (після розлучення залишився жити у батька).

## Дискографія

### Сольна кар'єра
- Deus Ex Machina (1998)
- Enter My Religion (2006)
- Skintight (2010)
- Libertine (2012)
- Vervain (2014)

### Theatre of Tragedy
- Theatre of Tragedy (1995)
- Velvet Darkness They Fear (1996)
- Aégis (1998)
- Musique (2000)
- Assembly (2002)

### Leaves' Eyes
- Lovelorn (2004)
- Vinland Saga (2005)
- Njord (2009)
- Meredead (2011)
- Symphonies of the Night (2013)
- King of Kings (2015)

### Midnattsol
- The Aftermath (2018)